# Cadena humana pel dret a decidir del País Basc de 2014
La cadena humana pel dret a decidir del País Basc de 2014 (en basc 2014ko Erabakitzeko Eskubidearen Aldeko Giza Katea) va ser una cadena humana d'uns 123 quilòmetres al País Basc, proposada per la plataforma cívica Gure Esku Dago pel 8 de juny de 2014 amb l'objectiu de reivindicar el dret a decidir del País Basc. En total, 150.000 manifestants van participar en la cadena, unint les seves mans per cobrir la distància que separa Durango de Pamplona, seguint el model de la Via Catalana i amb presència catalana: es va alçar un castell a Pamplona per a marcar l'inici de la mobilització i membres coneguts de l'ANC, ERC, Compromís o la CUP van participar en alguns dels trams.

## Imatges

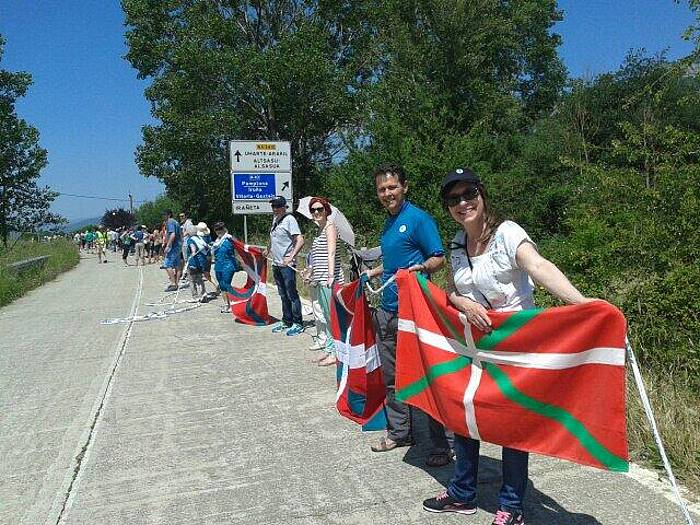
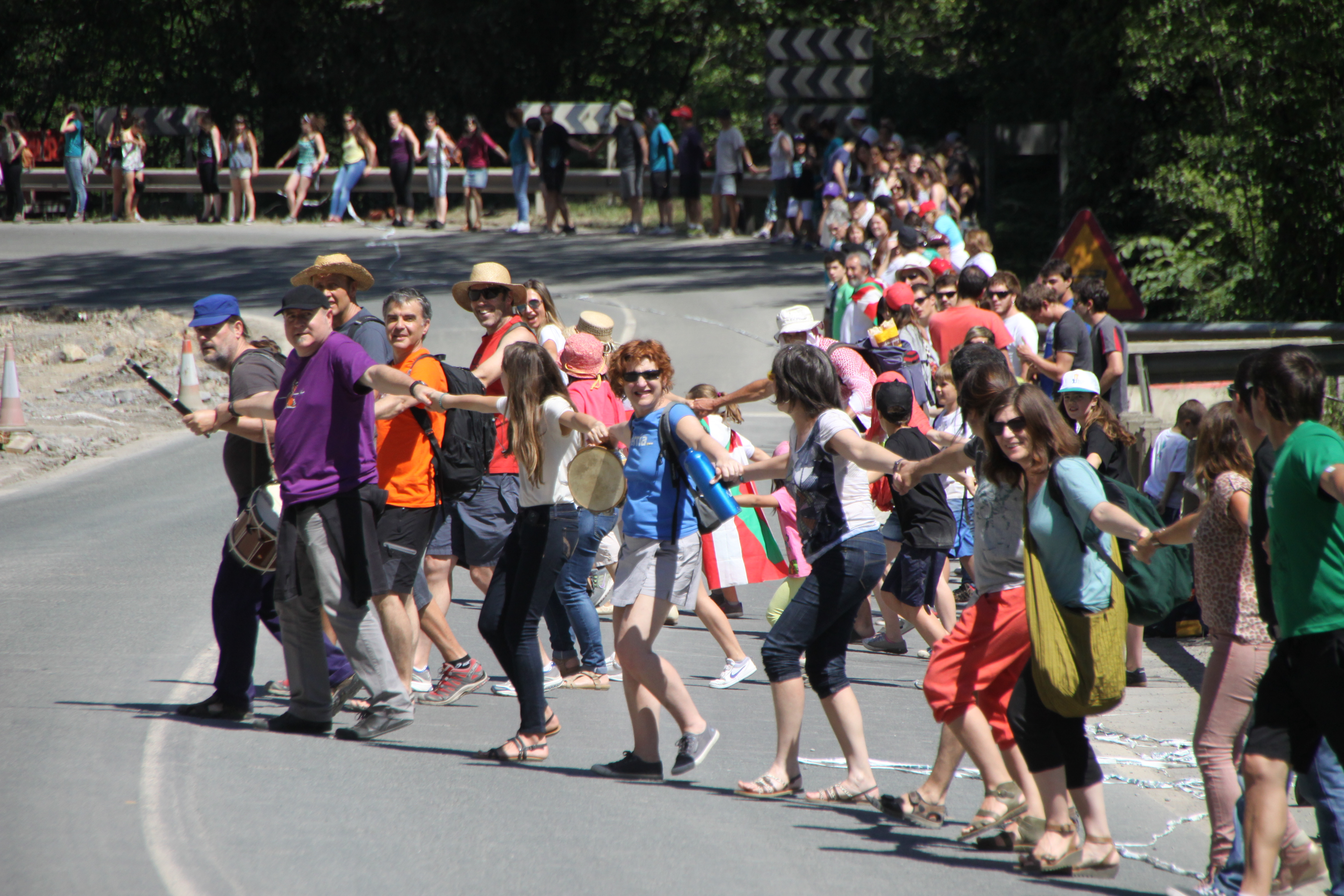
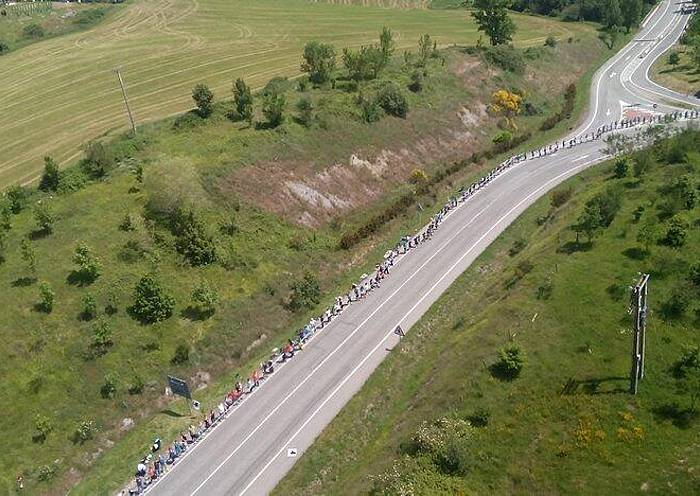
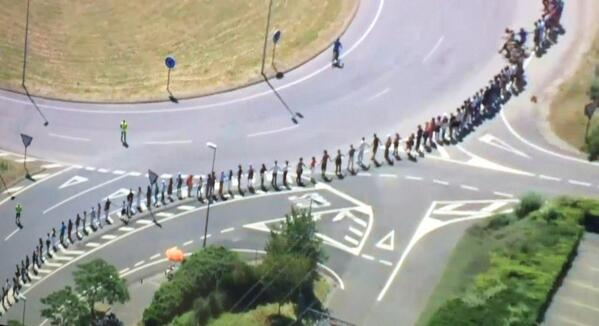
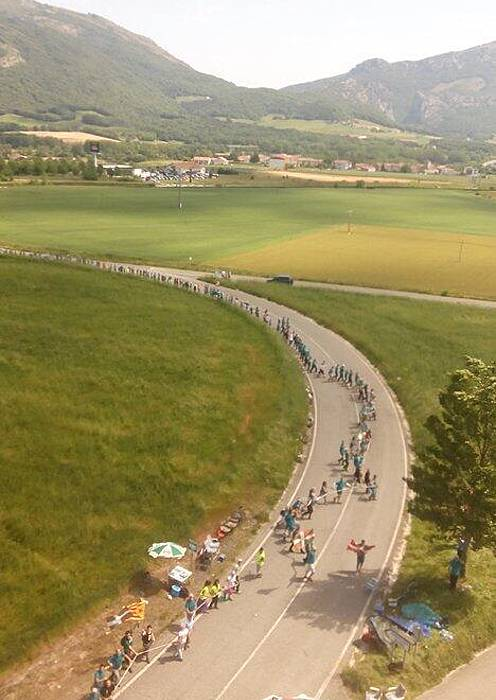
Nafarroa/Navarra
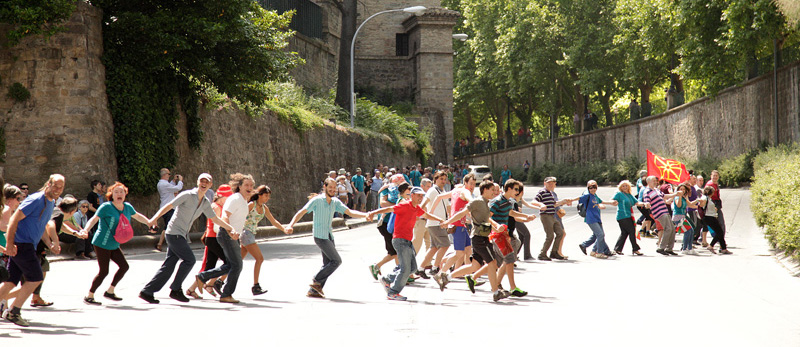
Iruñea/Pamplona
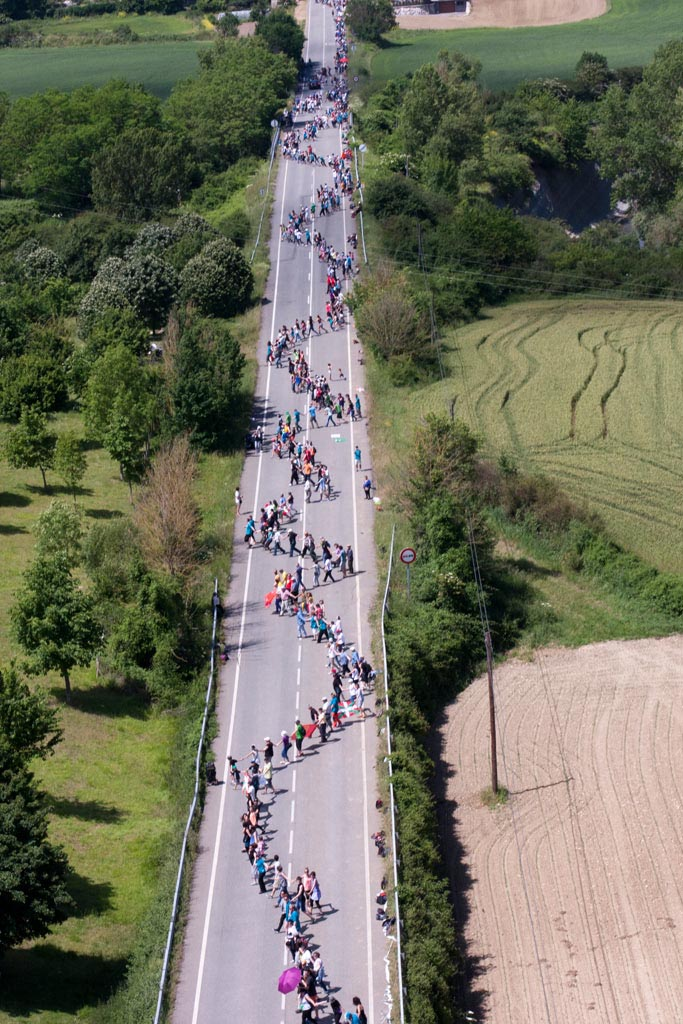
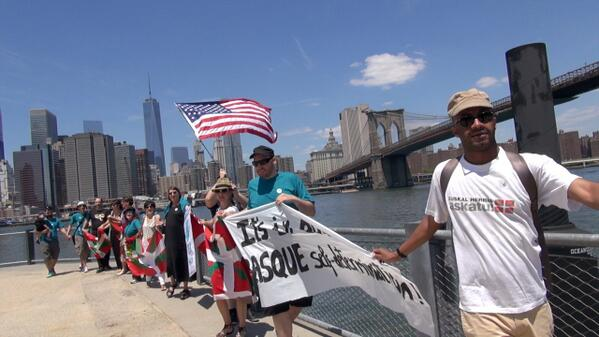
Nova York
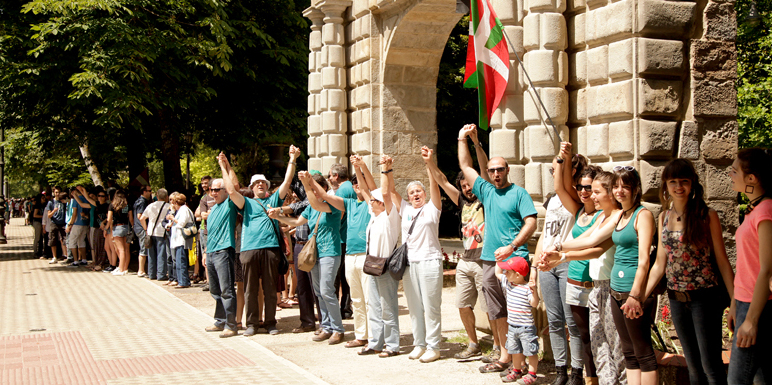
Iruñea/Pamplona